# Alex Briley
Alexander Briley (Nueva York, 12 de abril de 1947), más conocido como Alex Briley, es un cantante y músico estadounidense, reconocido por interpretar el rol de soldado en la agrupación de música disco Village People.

## Biografía
Briley nació y se crio en Harlem, para luego trasladarse a Mount Vernon. Hijo de un reverendo cristiano, Alex inició su carrera cantando en el coro de la iglesia para después estudiar música en la Universidad de Hartford.
Briley fue presentado al productor y compositor Jacques Morali por el músico Victor Willis, de Village People. Originalmente daba presentaciones en la banda en jeans y camiseta, pero pasó a interpretar el rol de soldado para el álbum Cruisin' en 1978. Cuando la agrupación grabó el sencillo "In the Navy" en 1979, Alex interpretó a un marinero.
En 2005, Jonathan, hermano de Briley, fue identificado por algunas personas como The Falling Man – el hombre que fue fotografiado mientras caía desde una de las Torres Gemelas durante los atentados del 11 de septiembre de 2001.